# Erodium hoefftianum
Erodium hoefftianum är en näveväxtart som beskrevs av C. A. Meyer. Erodium hoefftianum ingår i släktet skatnävor, och familjen näveväxter. Inga underarter finns listade i Catalogue of Life.